# Sergij Pahor
Sergij (Sergio) Pahor, časnikar, kulturni delavec, * 17. november 1934, Trst.

## Življenje in delo
Sergij Pahor se je rodil v Trstu, očetu Jožefu, pomorščaku, in materi Mariji (rojeni Godnič). Po obveznem šolanju je maturiral na slovenski Realni gimnaziji v Trstu leta 1956. Zahajal je v Slovensko dijaško zvezo (v Trstu jo je vodil duhovnik dr. Jože Prešeren), pozneje pa v katoliške kulturne organizacije iz Trsta, katerih duša je bil prof. Jože Peterlin, to mu je utrdilo versko in narodno zavest. Kmalu je postal član odbora Slovenske prosvete, ki na Tržaškem povezuje katoliško usmerjena društva, in Društva slovenskih izobražencev ter uredništva revije Mladika. Poldrugo desetletje je bil član Radijskega odra, ko je ta še snemal v prostorih ustanove RAI, kot tehnik in rumorist. Nato je bil zunanji sodelavec govorjenih sporedov Radija Trst A, kasneje časnikarskega odseka, kjer so ga leta 1971 stalno zaposlili.
Vključil se je v delovanje Društva slovenskih izobražencev in po smrti prof. Peterlina je leta 1976 postal predsednik Društva za celih 47 let (do leta 2023). V krogu Društva slovenskih izobražencev je dozorela zamisel o počitniškem tečaju za katoliške laike oziroma za slovenske izobražence, tako so nastali Študijski dnevi Draga, pri katerih je Sergij Pahor vedno sodeloval kot organizator. Bil je tudi organizator in nosilec "ponedeljkovih večerov", ki se odvijajo vsak ponedeljek med delovnim letom v centru Trsta, na ulici Donizetti v prostorih Slovenske prosvete. Med letoma 1996 in 2005 je bil Pahor tudi predsednik Sveta slovenskih organizacij (SSO), ki ga je leta 1976 pomagal ustanoviti in je odtlej združeval prej nepovezane katoliško usmerjene ustanove in organizacije med Slovenci v Italiji.
Več desetletij je tudi član različnih delovnih teles edine samostojne slovenske stranke v Italiji – Slovenske skupnosti (SSk). Leta 2015 mu je vodstvo stranke podelilo plaketo, na kateri je vgravirano: Slovenska skupnost izreka priznanje in zahvalo za nesebično in požrtvovalno štiridesetletno delo v korist narodnostnim pravicam Slovencev v Italiji. Mnogo let je delal tudi v različnih tržaških škofijskih posvetovalnih komisijah. Živi v Repnu in je vedno dejaven v župnijski skupnosti župnije Repentabor in soudeležen pri vseh pobudah, ki jih tam pripravijo.
Sergij Pahor je tudi zelo ploden publicist in stalno objavlja članke, glose in premišljevanja o slovenskih in aktualnih vprašanjih v vsem zamejskem tisku, še posebno v mesečniku Mladika, kjer je tudi v uredniškem odboru. Sodeloval je tudi pri pisanju Primorskega slovenskega biografskega leksikona, kjer je prispeval mnogo gesel .

## Priznanja
- Leta 2005 mu je slovenski predsednik dr. Janez Drnovšek podelil zlati red »za zasluge, pomembne za ohranitev in razvoj slovenske narodne skupnosti v Italiji« [10].
- Leta 2023 je prejel Peterlinovo nagrado [11].